# برويش كاني (بشت أربابا)
برویش کاني (بالفارسية: برویشکانی) هي منطقة سكنية تقع في إيران في كردستان. يقدر عدد سكانها بـ 70 نسمة .